# Preuilly-sur-Claise
 Preuilly sur Claise  es una comuna francesa, situada en la región de Centro, departamento de Indre y Loira, en el distrito de Loches y cantón de Preuilly-sur-Claise.
 La comuna es atravesada por el río Claise.

## Démographie

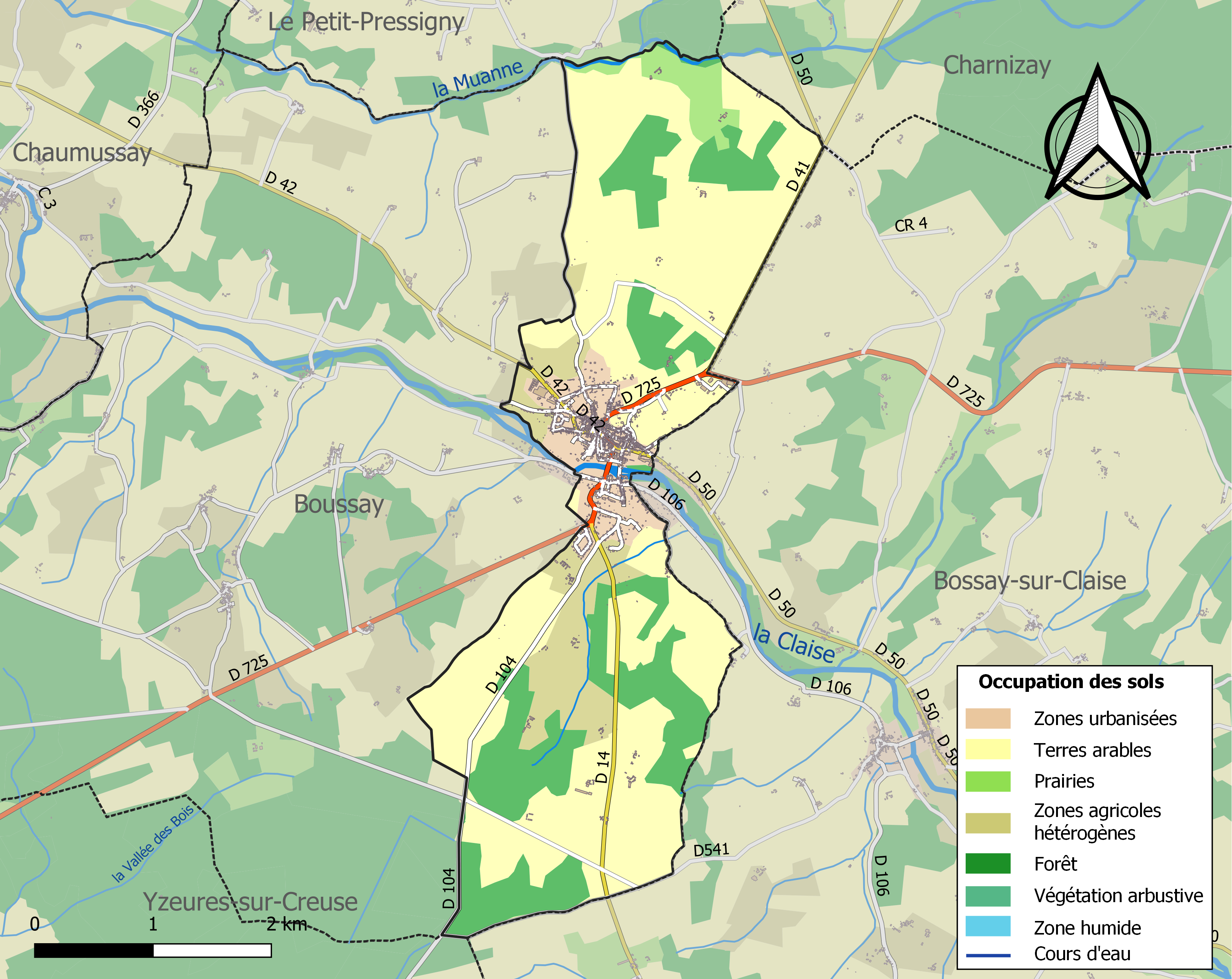
Mapa de infraestructuras y usos del suelo en 2018 para el municipio de Preuilly-sur-Claise (Francia).

| 1 635                                                           | 1 649 | 1 587 | 1 956 | 2 131 | 2 143 | 2 264 | 2 362 | 2 374 | 2 173 | 2 194 | 2 150 | 2 039 | 2 008 | 2 029 | 2 106 | 1 980 | 1 957 | 1 978 | 1 926 | 2 052 | 1 785 | 1 741 | 1 700 | 1 601 | 1 629 | 1 546 | 1 506 | 1 579 | 1 603 | 1 553 | 1 427 | 1 293 | 1 120 | 1089 | 1029 | 1004 |
| (Fuente: INSEEPreuilly-sur-Claise sur le site de l'Insee</ref>) |       |       |       |       |       |       |       |       |       |       |       |       |       |       |       |       |       |       |       |       |       |       |       |       |       |       |       |       |       |       |       |       |       |      |      |      |

Graphique d'évolution de la population, 1794-1999